# Uppenna
Uppenna ou Upenna est un site archéologique tunisien situé sur le site de l'actuelle localité de Henchir Chigarnia. Le site a livré une basilique et les vestiges d'une forteresse.

## Histoire des fouilles
Un baptistère y est dégagé par René Cagnat en 1881. La forteresse, classée le 25 mars 1889, a été largement dégradée par la suite. La découverte de 1881 est identifiée par Paul Gauckler comme appartenant à une basilique en 1901 ; elle n'est toutefois pas fouillée de manière exhaustive pour des raisons budgétaires. Le site est considéré comme important lors de campagnes de fouilles en 1904-1905, ce qui permet la levée d'un plan et la découvertes d'une quarantaine de mosaïques, dont la principale est la mosaïque des martyrs qui entraîna une polémique importante entre Gauckler et le docteur Louis Carton, recouvrant un conflit entre la direction des antiquités et la Société archéologique de Sousse. En effet, la mosaïque citant treize saints martyrs africains occasionna un débat sur la place du monument dans le schisme donatiste.